# Pia Maria
Pia Maria (Tirol, 2003. május 21. – ) osztrák énekesnő, dalszerző. Ő képviseli Ausztria közösen LUM!X-szal a 2022-es Eurovíziós Dalfesztiválon Torinóban, a Halo című dallal.

## Magánélete
Maria eredetileg a Tiroli tartományból származik. Sminkmesternek tanul, mellette a Tiroli Állami Színházban dolgozik Innsbruckban.

## Pályafutása
2022. február 8-án az osztrák állami közszolgálati műsorszolgáltató (ORF) bejelentette, hogy LUM!X-szal közösen őket választották ki, hogy képviseljék Ausztriát a 2022-es Eurovíziós Dalfesztiválon. Versenydalukat március 11-én mutatták be.

## Diszkográfia

### Kislemezek
- I Know U Know (2022)

### Közreműködések
- Halo (2022, LUM!X)